# Дуб черешчатий (пам'ятка природи, Лубенський район)
Дуб черешчатий — ботанічна пам'ятка природи місцевого значення в Україні. Розташована в межах Лубенської міської громади Лубенського району Полтавської області.
Площа - 0,02 га. Статус надано згідно з рішенням Полтавської обласної ради від 22.07.1969 року № 329. Перебуває у віданні ДП «Лубенське лісове господарство», Приміське лісництво, кв. 1 вид. 2.
Статус надано для збереження екземпляра дуба звичайного віком понад 250 років. Діаметр стовбура на висоті 1,3 м. станом на 2021 рік становить 492 см.